# مايك بارسونز
مايك بارسونز (بالإنجليزية: Mike Parsons)‏ هو متركمج أمريكي، ولد في 13 مارس 1965.

## وصلات خارجية
- مايك بارسونز على موقع EncyclopediaOfSurfing.com (الإنجليزية)